# Rattus jobiensis
Espèce
Statut de conservation UICN

 LC  : Préoccupation mineure
Synonymes
- Rattus leucopus jobiensis Rümmler, 1935 - protonyme[2]
- Rattus biakensis Troughton, 1945[3]
- Rattus owiensis Troughton, 1946[3]

Rattus jobiensis est une espèce de rongeurs de la famille des Muridae endémique d'Indonésie.

## Répartition et habitat
Ce rat est présent uniquement sur les îles Yapen, Biak-Supiori et Owi en Indonésie. Il vit dans la forêt tropicale humide, dans les jardins ruraux et dans les villages.

## Étymologie
Son nom spécifique, composé de jobi et du suffixe latin -ensis, « qui vit dans, qui habite », lui a été donné en référence au lieu de sa découverte, l'île Jobi, ancien nom de l'île Yapen.

## Publication originale
- Hans Rümmler, « Neue Muridae aus Neuguinea », Zeitschrift für Säugetierkunde, Elsevier, vol. 10,‎ 1935, p. 105-118 (ISSN 0044-3468, lire en ligne).